# Liste der Baudenkmale in Schönfeld (bei Demmin)
In der Liste der Baudenkmale in Schönfeld sind alle denkmalgeschützten Bauten der Gemeinde Schönfeld (Mecklenburg-Vorpommern) und ihrer Ortsteile aufgelistet. Grundlage ist die Veröffentlichung der Denkmalliste des Kreises Demmin mit dem Stand vom 18. Dezember 1996.

## Baudenkmale nach Ortsteilen

### Schönfeld
| ID | Lage    | Bezeichnung                           | Beschreibung | Bild           |
| -- | ------- | ------------------------------------- | --- | -------------- |
|    | (Karte) | Kirche                                | in der Zeit um 1400 aus Mauersteinen errichtet. Sie besitzt einen dreiseitig geschlossenen Chor sowie ein Kirchenschiff, das einige Jahre später entstand. In seinem Innern befindet sich unter anderem eine Kanzel aus dem 17. Jahrhundert. | Weitere Bilder |
|    |         | Bauernhaus von 1841 (Hof Reppenhagen) | |                |

### Trittelwitz
| ID | Lage | Bezeichnung | Beschreibung | Bild |
| -- | ---- | ----------- | ------------ | ---- |
|    |      | Kapelle     |              |      |

## Quelle
- Karte der Baudenkmale im Geoportal des Landkreises

- Karte mit allen Koordinaten:
- OSM |
- WikiMap